# Предание о происхождении Гомеля
Предание о происхождении Гомеля — образец устного народного творчества, пример народной этимологии топонима «Гомель», объясняющей его по словообразовательной модели «междометье+существительное». Одна из первых письменных фиксаций относится к 1957 г. Согласно академическому изданию белорусского фольклора 1983 г. предание имеет название «Откуда Гомель».

## Описание
Согласно преданию топоним «Гомель» происходит от предупреждающих выкриков «Го! Мель!», которыми сплавщики леса, проходя на плотах излучину реки Сож, оповещали своих товарищей об опасности мели. По другой версии, это делал специально поставленный на берег человек.

## Версии предания
С. Лебедев привёл следующую версию предания:
«Возвышенность, на которой расположен Гомель, находится на излучине реки Сож, по которой в давние времена сплавляли большое количество плотов. В верхней части излучины были большие мели, причинявшие плотовщикам крупные неприятности. Впереди плывущие плотовщики, завидя поселок на возвышенности и зная, что тут есть опасные мели, криком предупреждали позади плывущих товарищей: „Го! Го! — мель! мель!“. Отсюда получилось название Гомель».
 Фольклорист А. И. Гурский в 1981 г. записал версию, несколько отличающуюся от приведенной выше:
«Там, где сейчас стоит Гомель, по середине реки Сож когда-то было намыто много песка. Чтобы плоты и барки, плывущие по реке, не попадали на мель на берегу у этого места всегда стоял человек и криком предупреждал:
— Го! Мель! Го! Мель!
Вот и повелось — Гомель».

## Интерпретация предания

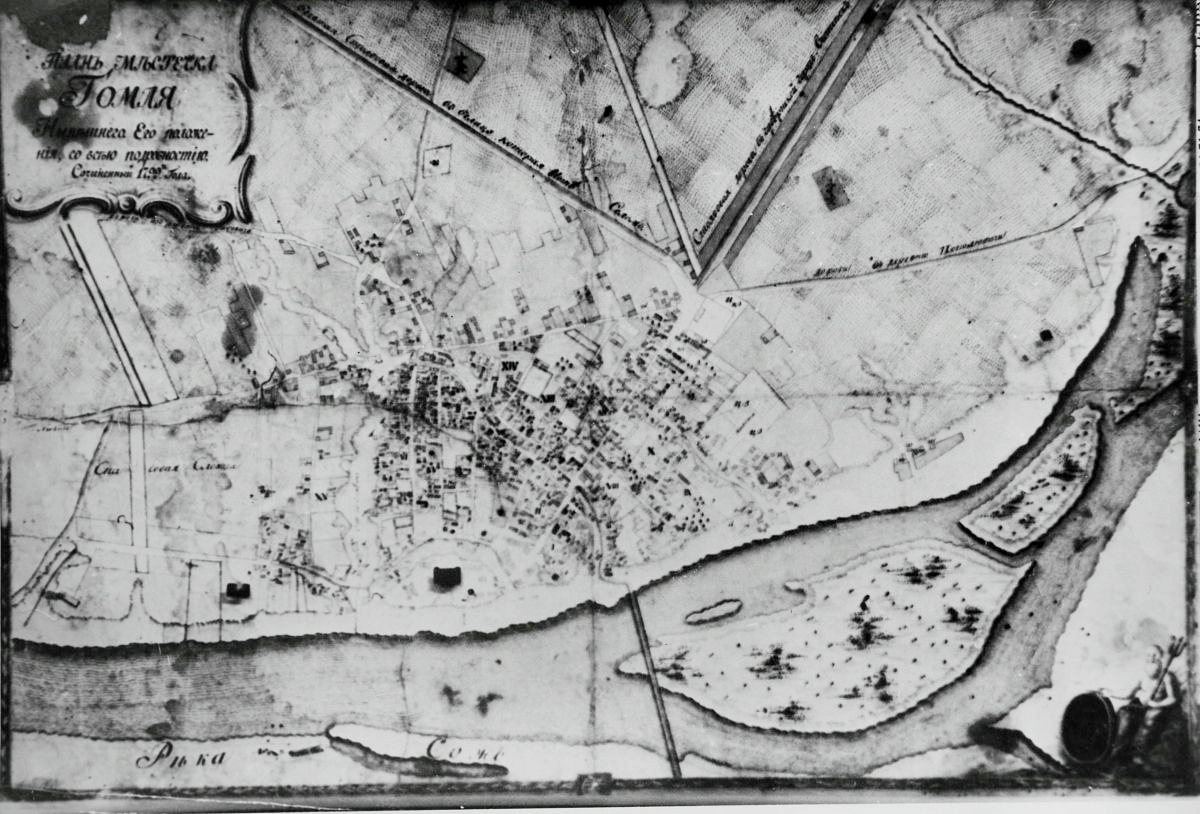
Острова на р. Сож в районе г. Гомеля (план 1799 г.)

С. Лебедев характеризовал предание как «добродушно-ироническое предположение». Топонимист В. А. Жучкевич относил данное предание к разряду «наивных легенд», находя в таковых «примитивизм и упрощенчество». Языковед и фольклорист Е. Н. Рапанович характеризовал этимологию предания как ненаучную. Филолог и краевед А. Рогалев полагает, что в предании обыгран факт реального существования песчаных отмелей на реке Сож напротив гомельского парка. Судя по картографическим материалам конца XVIII — начала XX в. (напр., «План местечка Гомля» 1799 г.), на участке р. Сож между современным гомельским речным портом и оврагом Киевским спуск существовал крупный остров, который разделял реку на узкие рукава, чем мог затруднять передвижение плотов и других плавсредств. Препятствия на реке возникали также по причине земельных работ и намыва песка дождями с берега (например, летом 1906 г.). Занятие сплавом леса по р. Сож в районе Гомеля по письменным источникам известно не позднее 1738 г., являясь актуальным вплоть до 1980-х гг. Таким образом, предание сформировалось на основе знакомых гомельчанам реалий, перенесенных по сюжету в древние времена.
Поскольку в публикациях ключевых дореволюционных исследователей Гомеля и Гомельщины второй половины XIX — начала XX в. (Л. Виноградов, Е. Романов, Ф. Жудро, И. Сербов, Д. Довгялло) указаний на данное предание нет, его появление следует относить к периоду не ранее первой половины XX в. На позднее происхождение предания указывает и то, что в нём обыгрывается форма «Гомель», утвердившаяся во второй половине XVI—XVIII в., а не более древние варианты названия города — «Гомий», «Гомей».

## Предание в культуре
- Мотивы предания отразились в скульптурной композиции В. Долгова «Лодочник», установленной в Гомеле на Киевском спуске (2007 г.)[11].